# Astaldo degli Astalli
Astalds degli Astaldi (Roma, ... – Roma, dopo il 26 gennaio 1161) è stato un cardinale italiano.

## Biografia
Di nobile famiglia romana, fu creato cardinale-diacono di Sant'Eustachio nel concistoro del 17 dicembre 1143 da papa Celestino II. Sottoscrisse le bolle papali tra il 1º gennaio e il 28 febbraio 1144; tra il 15 marzo 1144 e il 31 gennaio 1145; tra il 5 aprile 1145 e il 13 gennaio 1151.
Partecipò all'elezione papale del 1144, che elesse papa Lucio II. Partecipò all'elezione papale del 1145, che elesse papa Eugenio III. Poco dopo il 24 febbraio 1151 optò per l'ordine dei cardinali-presbiteri e per il  titolo di   Santa Prisca. Sottoscrisse le bolle papali emesse tra il 6 maggio 1151 e il 20 giugno 1153; tra l'8 settembre 1153 e il 30 novembre 1154; tra il 23 dicembre 1154 e il 30 maggio 1159 e tra il 15 ottobre 1159 e il 26 febbraio 1161.
Partecipò all'elezione papale del 1153, che elesse papa Anastasio IV; partecipò all'elezione papale del 1154, che elesse papa Adriano IV; partecipò all'elezione papale del 1159, che elesse papa Alessandro III.
Morì dopo il 26 gennaio 1161.